# Pałac w Borku Strzelińskim z 1790 r.
Pałac w Borku Strzelińskim – zabytkowy pałac wybudowany w 1790 r. w Borku Strzelińskim.

## Położenie
Pałac położony jest w Borku Strzelińskim – wsi w Polsce, w województwie dolnośląskim, w powiecie strzelińskim.

## Historia
Pałac tzw. zarządcówka przebudowana w połowie XIX wieku; ostała się w pobliżu pałacu; oficyna dworska zbudowana w stylu neoklasycystycznym. Za czasów istnienia lokalnego PGR-u przeznaczona była dla jego pracowników.